# Богусевич, Полина Сергеевна
Поли́на Серге́евна Богусе́вич (род. 4 июля 2003, Москва, Россия) — российская певица, победительница песенного конкурса «Детское Евровидение – 2017».

## Биография
Мать Юлия Богусевич. Будучи русской, сама Полина Богусевич говорила о своих корейских корнях. Её бабушка Наталья Богусевич родом из Омска, где живёт сестра Ирина Шафранская. С 2009 по 2014 год училась сначала в начальных классах школы № 1699 Управления делами Президента РФ, затем перешла в московскую школу № 1586 (Государственное бюджетное общеобразовательное учреждение города Москвы «Школа № 1586») и в Академии популярной музыки Игоря Крутого. В 2019 году окончила среднюю школу № 1586.
В 2012 году выступала на телевизионных проектах «Окно в Париж» и «Школа музыки», а также приняла участие в международном арт-фестивале в Македонии, став его лауреатом.
С 2013 по 2015 год выступала с оркестром «Фонограф-симфо-джаз» и «Джаз бэнд фонограф» Сергея Жилина.
В 2014 году принимала участие в первом сезоне российского телевизионного шоу «Голос. Дети». Была в команде Димы Билана. Выбыла на этапе поединков. В том же году принимала участие в телевизионных проектах «Песня года 2014», «Рождественская песенка года 2014», «Детская Песня года 2014». Также выступала на «Детской Новой волне 2014», стала лауреатом II степени. Кроме того, получила специальный приз «Детского радио» в номинации «Лучшее исполнение песни на русском языке».

Участвовала в детском и подростковом вокальном конкурсе в итальянском Сан-Ремо в 2015 году. Стала обладателем диплома 1-й степени.
3 июня 2017 года победила в финале российского национального отбора на конкурс «Детское Евровидение», проводившемся в Международном детском центре «Артек».
На Детском Евровидении — 2017, проходившем в Тбилиси 26 ноября, Богусевич получила в сумме 188 баллов (баллы членов жюри и зрителей) и стала победителем конкурса.
В 2021 году выпустила первую песню под псевдонимом «nanamee» с названием «Пустота».

## Премии и номинации
| Год  | Премия                        | Номинация                                   | Номинант                    | Результат | Ист.   |
| ---- | ----------------------------- | ------------------------------------------- | --------------------------- | --------- | ------ |
| 2017 | «Kinder МУЗ Awards»           | Лучшая исполнительница года от 13 до 18 лет | Полина Богусевич            | Победа    | [ 10 ] |
| 2017 | «Kinder МУЗ Awards»           | Прорыв года                                 | Полина Богусевич — «Крылья» | Победа    | [ 10 ] |
| 2018 | «Девичник Teens Awards 2018»* | Девочка года                                | Полина Богусевич            | Победа    | [ 11 ] |

* Премия вручается Академией популярной музыки Игоря Крутого в сотрудничестве с телеканалом Russian Music Box.